# Gilbert Lély
Gilbert Lély (* 19. März 1904 in Neuilly-sur-Seine; † 4. Juni 1985 in Paris) war ein französischer surrealistischer und erotischer Poet, bewundert von André Suarès, André Breton und Yves Bonnefoy.
Lély war in den 1930ern Teil der Surrealisten. Sein erstes Buch Les Métamorphoses (1930) war eine Übersetzung von Gedichten. Danach schrieb er Arden (1933) und La Sylphide ou l’Étoile carnivore (1938). Im Krieg war er mit René Char befreundet. Sein Hauptwerk war Ma Civilisation (1942), illustriert von Lucien Coutaud. Danach schrieb er La Folie Tristan (1954).
In der Biographie Vie du marquis de Sade (1952–1957) arbeitete er de Sade historisch auf und beschrieb dessen politische Entwicklung, ohne ihn auf Klischees zu reduzieren. Das Werk war nur dadurch möglich geworden, dass Xavier Henri Marie de Sade erstmals nach vier Generationen das Familienarchiv geöffnet hatte. Von Maurice Heine übernahm er die Aufgabe, de Sades Werke herauszubringen. Die komplette Werkausgabe (1962–64) umfasst auch zuvor unpublizierte Korrespondenz.
Über die Medizingeschichte schrieb Lély in der Zeitschrift Hippocrate. Sein Spätwerk besteht aus L’Épouse infidèle (1966) und dem dramatischen Gedicht Solomonie la Possédée (1979).